# الكدادية
الكدادية هو مركزٌ سعوديٌ تابعٌ لمحافظة عيون الجواء التابعة لمنطقة القصيم، في المملكة العربية السعودية. المركز من الفئة (ب)، ورمزه 1770 حسب دليل الترميز الموحد للمناطق الإدارية بالمملكة العربية السعودية.